# Parasynema cambridgei
Parasynema cambridgei är en spindelart som beskrevs av Roewer 1951. Parasynema cambridgei ingår i släktet Parasynema och familjen krabbspindlar.
Artens utbredningsområde är Guatemala. Inga underarter finns listade i Catalogue of Life.